# Suzuki GSX-R600
La Suzuki GSX-R600 è una motocicletta sportiva prodotta dalla casa motociclistica giapponese Suzuki dal 1992.

## Descrizione
Prodotta a partire dal 1992, la GSX-R600 (al pari della 750 e della 1000) viene profondamente modificata a partire dal 2000: i modelli SRAD, K1, K2 e K3 sono i primi 600 della loro generazione ad abbandonare i carburatori in favore dell'iniezione elettronica, beneficiando di un considerevole aumento di prestazioni e di una riduzione dei consumi; vengono inoltre apportate importanti modifiche alla ciclistica, ed oltre alle classiche colorazioni blu/bianco, rosso/nero e grigio/nero, viene proposta nelle livree replica Telefonica Movistar e Alstare Corona.
Le caratteristiche peculiari di questa moto sono la leggerezza, l'agilità e la stabilità in curva, conferite dal telaio doppio trave di alluminio, oltre ad una coppia motrice particolarmente brillante rispetto alle concorrenti dell'epoca (Yamaha R6, Kawasaki ZX6-R e Honda CBR). Per questo motivo, la GSX-R K1 ha goduto della fama di piccola sportiva temuta anche da moto dotate di più cavalli e maggior cubatura. L'erogazione tranquilla l'ha resa una moto accessibile a tutti, ideale per i piloti poco esperti o meno smaliziati.
La carenatura "tondeggiante", in grado di offrire un riparo aerodinamico efficiente al pilota. rappresenta una inversione di tendenza rispetto alle concorrenti, che invece erano dotate di carene più "spigolose". Lo 0–100 km/h avviene in meno di 3,5 secondi e raggiunge i 270 km/h.
Anche dopo il pesante restyling estetico operato nel 2007, resta una moto molto diffusa per la sua proverbiale affidabilità meccanica, unita ad una elettronica inizialmente problematica ma prontamente ottimizzata dalla Casa già nei primi mesi di lancio in garanzia.

## Carriera agonistica
Questa motocicletta ha ottenuto successi nel Campionato mondiale Supersport oltre ad essere utilizzata nel Campionato Europeo Velocità e nella categoria Supersport dei vari campionati nazionali.

## Caratteristiche tecniche
| Caratteristiche tecniche - Suzuki GSX-R600 2012 | Caratteristiche tecniche - Suzuki GSX-R600 2012 | Caratteristiche tecniche - Suzuki GSX-R600 2012 | Caratteristiche tecniche - Suzuki GSX-R600 2012 | Caratteristiche tecniche - Suzuki GSX-R600 2012 | Caratteristiche tecniche - Suzuki GSX-R600 2012 |
| ----------------------------------------------- | --- | --- | --- | --- | --- |
|                                                 | | | | | |
| Dimensioni e pesi                               | | | | | |
| Ingombri (lungh.×largh.×alt.)                   | 2030 × 710 × 1135 mm | 2030 × 710 × 1135 mm | 2030 × 710 × 1135 mm | 2030 × 710 × 1135 mm | 2030 × 710 × 1135 mm |
| Altezze                                         | Sella: 810 mm | Sella: 810 mm | Sella: 810 mm | Sella: 810 mm | Sella: 810 mm |
| Interasse: 1385 mm                              | Interasse: 1385 mm | Massa a vuoto: in ordine di marcia 187 kg | Massa a vuoto: in ordine di marcia 187 kg | Serbatoio: 17 +/- 0,85 l | Serbatoio: 17 +/- 0,85 l |
| Meccanica                                       | | | | | |
| Tipo motore: 4 tempi, 4 cilindri in linea       | Tipo motore: 4 tempi, 4 cilindri in linea | Tipo motore: 4 tempi, 4 cilindri in linea | Tipo motore: 4 tempi, 4 cilindri in linea | Raffreddamento: a liquido | Raffreddamento: a liquido |
| Cilindrata                                      | 599 cm³ (Alesaggio 67 × Corsa 42,5 mm) | 599 cm³ (Alesaggio 67 × Corsa 42,5 mm) | 599 cm³ (Alesaggio 67 × Corsa 42,5 mm) | 599 cm³ (Alesaggio 67 × Corsa 42,5 mm) | 599 cm³ (Alesaggio 67 × Corsa 42,5 mm) |
| Distribuzione: DOHC                             | Distribuzione: DOHC | Distribuzione: DOHC | Alimentazione: iniezione elettronica | Alimentazione: iniezione elettronica | Alimentazione: iniezione elettronica |
| Potenza: 92,5 kW (125,8 CV) a 13.500 giri/min   | Potenza: 92,5 kW (125,8 CV) a 13.500 giri/min | Coppia: | Coppia: | Rapporto di compressione: | Rapporto di compressione: |
| Frizione: multidisco in bagno d'olio            | Frizione: multidisco in bagno d'olio | Frizione: multidisco in bagno d'olio | Cambio: sequenziale a 6 marce (sempre in presa) 1°: 13/43 (2.687) 2°: 19/40 (2.105) 3°: 21/37 (1.761) 4°: 29/25 (1.521) 5°: 31/23 (1.347) 6°: 32/26 (1.230)  | Cambio: sequenziale a 6 marce (sempre in presa) 1°: 13/43 (2.687) 2°: 19/40 (2.105) 3°: 21/37 (1.761) 4°: 29/25 (1.521) 5°: 31/23 (1.347) 6°: 32/26 (1.230)  | Cambio: sequenziale a 6 marce (sempre in presa) 1°: 13/43 (2.687) 2°: 19/40 (2.105) 3°: 21/37 (1.761) 4°: 29/25 (1.521) 5°: 31/23 (1.347) 6°: 32/26 (1.230)  |
| Accensione                                      | elettronica CDI | elettronica CDI | elettronica CDI | elettronica CDI | elettronica CDI |
| Trasmissione                                    | primaria a ingranaggi 39/77 (1,974): secondaria a catena 16/43 (2,687)                                                                                       | primaria a ingranaggi 39/77 (1,974): secondaria a catena 16/43 (2,687)                                                                                       | primaria a ingranaggi 39/77 (1,974): secondaria a catena 16/43 (2,687)                                                                                       | primaria a ingranaggi 39/77 (1,974): secondaria a catena 16/43 (2,687)                                                                                       | primaria a ingranaggi 39/77 (1,974): secondaria a catena 16/43 (2,687)                                                                                       |
| Avviamento                                      | elettrico | elettrico | elettrico | elettrico | elettrico |
| Ciclistica                                      | | | | | |
| Telaio                                          | a doppia trave in alluminio | a doppia trave in alluminio | a doppia trave in alluminio | a doppia trave in alluminio | a doppia trave in alluminio |
| Sospensioni                                     | Anteriore: Forcella telescopica Showa a steli rovesciati, completamente regolabile / Posteriore: Monoammortizzatore idraulico Showa completamente regolabile | Anteriore: Forcella telescopica Showa a steli rovesciati, completamente regolabile / Posteriore: Monoammortizzatore idraulico Showa completamente regolabile | Anteriore: Forcella telescopica Showa a steli rovesciati, completamente regolabile / Posteriore: Monoammortizzatore idraulico Showa completamente regolabile | Anteriore: Forcella telescopica Showa a steli rovesciati, completamente regolabile / Posteriore: Monoammortizzatore idraulico Showa completamente regolabile | Anteriore: Forcella telescopica Showa a steli rovesciati, completamente regolabile / Posteriore: Monoammortizzatore idraulico Showa completamente regolabile |
| Freni                                           | Anteriore: disco doppio disco da 310 mm con pinze radiali a 4 pistoncini Tokico / Posteriore: disco singolo da 220 mm                                        | Anteriore: disco doppio disco da 310 mm con pinze radiali a 4 pistoncini Tokico / Posteriore: disco singolo da 220 mm                                        | Anteriore: disco doppio disco da 310 mm con pinze radiali a 4 pistoncini Tokico / Posteriore: disco singolo da 220 mm                                        | Anteriore: disco doppio disco da 310 mm con pinze radiali a 4 pistoncini Tokico / Posteriore: disco singolo da 220 mm                                        | Anteriore: disco doppio disco da 310 mm con pinze radiali a 4 pistoncini Tokico / Posteriore: disco singolo da 220 mm                                        |
| Pneumatici                                      | anteriore: 120/70 ZR 17; posteriore: 180/55 ZR 17 | anteriore: 120/70 ZR 17; posteriore: 180/55 ZR 17 | anteriore: 120/70 ZR 17; posteriore: 180/55 ZR 17 | anteriore: 120/70 ZR 17; posteriore: 180/55 ZR 17 | anteriore: 120/70 ZR 17; posteriore: 180/55 ZR 17 |
| Fonte dei dati:                                 | | | | | |